# Superossido dismutasi
L'enzima superossido dismutasi (SOD), che appartiene alla classe delle ossidoreduttasi, catalizza la seguente reazione:
{\displaystyle {\ce {2O2^{.-}{}+ 2H+ <=> O2 + H2O2}}}
Si tratta quindi di un importante antiossidante in quasi tutte le cellule esposte all'ossigeno. Una delle estremamente rare eccezioni è costituita dal Lactobacillus plantarum e relativi lactobacilli, che usano un meccanismo diverso.

## Reazione
La dismutazione catalizzata dalla SOD può essere scritta con le seguenti semireazioni:
- {\displaystyle {\ce {Me^{(n + 1) +}-SOD + O^{-2}-> Me^{n +}-SOD + O2}}}
- {\displaystyle {\ce {Me^{n +}-SOD + O^{-2}{}+ 2H+ -> Me^{(n + 1) +}-SOD + H2O2}}}

dove {\displaystyle {\ce {Me}}} = Cu (n=1); Mn (n=2); Fe (n=2); Ni (n=2).
In questa reazione lo stato di ossidazione del catione metallico oscilla tra n e n+1.
Riassumendo, le Superossido dismutasi (SOD) sono una classe di enzimi metallici e di catalizzatori chimici che favoriscono la dissociazione dell’anione superossido in ossigeno molecolare e in perossido di idrogeno, mediante reazioni di ossido-riduzione che coinvolgono lo ione metallo del sito attivo.

## Tipi

### Generale

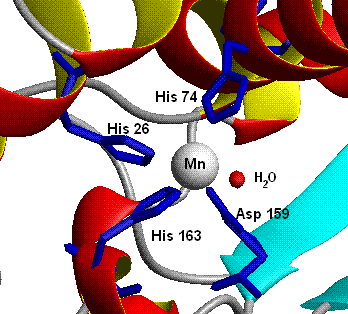
Struttura del sito attivo della superossido dismutasi 2 umana

Esistono molte forme comuni di SOD: sono proteine che possono avere cofattori metallici diversi, come rame e zinco, o manganese, ferro, o nichel (l'ultimo non nelle cellule eucariote).
- I citosol di praticamente tutte le cellule eucariote contengono enzima SOD con rame e zinco (Cu-Zn-SOD). (Per esempio, Cu-Zn-SOD disponibile in commercio è normalmente purificata dagli eritrociti bovini: PDB 1SXA Archiviato il 29 marzo 2008 in Internet Archive., EC 1.15.1.1). L'enzima Cu-Zn è un omodimero di peso molecolare 32,500. Le due subunità sono unite innanzitutto grazie a interazioni idrofobiche ed elettrostatiche. I legami di rame e zinco sono catene laterali all'istidina.
- I mitocondri del fegato dei polli (e quasi tutti gli altri), e molti batteri (come l'E. coli) contengono una forma con manganese (Mn-SOD). (Per esempio, la Mn-SOD trovata in un mitocondrio umano: PDB 1N0J[collegamento interrotto], EC 1.15.1.1). I legami degli ioni manganese sono a 3 catene laterali dell'istidina, ad una catena laterale dell'aspartato e ad una molecola d'acqua o ad un gruppo ossidrile a seconda dello stato di ossidazione del Mn (rispettivamente II e III).  E. coli e molti altri batteri contengono anche una forma dell'enzima con ferro (Fe-SOD); alcuni batteri contengono Fe-SOD, altri Mn-SOD, e altri entrambi. (Per l'E. coli Fe-SOD: PDB 1ISA Archiviato il 29 marzo 2008 in Internet Archive., EC 1.15.1.1). I siti attivi delle superossido dismutasi contenenti Mn e Fe contengono lo stesso tipo di amminoacidi nelle catene laterali.

### Umana
Nell'uomo, sono presenti tre forme di superossido dismutasi. La SOD1 si trova nel citoplasma, la SOD2 nei mitocondri mentre la SOD3 è extracellulare. La prima è un dimero (consiste di due unità), mentre le altre sono tetrameri (quattro subunità). La SOD1 e la SOD3 contengono rame e zinco, mentre la SOD2 ha il manganese nel suo centro di reazione. I geni sono collocati nei cromosomi 21, 6 e 4, rispettivamente (21q22.1, 6q25.3 e 4p15.3-p15.1).

## Biochimica
L'anione superossido radicale (O2-) dismuta spontaneamente in O2 e H2O2 abbastanza rapidamente (~105 M−1 s−1 a pH 7). Inoltre, così come il perossido, può reagire più rapidamente in presenza di gruppi come il monossido di azoto (NO), con cui tende a formare il perossinitrito (un radicale altamente reattivo in grado di uccidere i microbi all'interno del fagolisosoma). La dismutazione attraverso la SOD, invece, è più veloce perché la SOD ha il più rapido numero di turnover o kcat (numero di molecole di substrato convertite per secondo) di ogni altro enzima conosciuto (~109 M−1 s−1), essendo la reazione limitata solo dalla frequenza di collisione tra la stessa e il superossido. La SOD in questo modo protegge la cellula dalla tossicità dell'anione superossido.

## Fisiologia
Il superossido è uno dei maggiori agenti ossidanti nella cellula e di conseguenza, la SOD ha un ruolo antiossidante chiave. L'importanza fisiologica delle SOD è visualizzabile dalle gravi patologie evidenti nei topi modificati geneticamente per mancare di questi enzimi. I topi mancanti della SOD2 muoiono pochi giorni dopo la nascita, a causa del forte stress ossidativo. Quelli cui manca la SOD1 sviluppano una gran varietà di patologie, tra cui il carcinoma epatocellulare, un'accelerazione della perdita di massa muscolare legata all'età, un'incidenza precoce della cataratta ed una speranza di vita minore. Quelli che mancano della SOD3 non mostrano nessun difetto evidente ed hanno una normale aspettativa di vita.
Mutazioni nel primo enzima SOD (SOD1) sono state collegate alla Sclerosi laterale amiotrofica familiare (ALS, una forma di malattia dei motoneuroni). Gli altri due tipo non sono stati collegati ad alcuna malattia umana; comunque nel topo l'inattivazione di SOD2 è causa di mortalità prenatale e l'inattivazione di SOD1 provoca epatocarcinoma. Mutazioni di SOD1 possono causare ALS familiare tramite un meccanismo che al momento ancora non si conosce, ma che non è dovuto alla perdita dell'attività enzimatica.

## Usi cosmetici
La SOD viene usata nei prodotti cosmetici per ridurre il danno da radicali liberi sulla pelle, per esempio per ridurre una fibrosi dovuta alle radiazioni in caso di cancro al seno. Gli studi sul suo impiego cosmetico devono essere comunque giudicati come tentativi, poiché non ci sono stati controlli adeguati durante lo svolgimento, compresa una mancanza di randomizzazione, del doppio cieco o del placebo.